# 8-ма повітряна армія (СРСР)
Во́сьма пові́тряна а́рмія (8 ПА) — авіаційне об'єднання, повітряна армія військово-повітряних сил СРСР під час німецько-радянської війни.

## Історія
Сформована 13 червня 1942 року на підставі наказу НКО СРСР від 9 червня 1942 року на базі управління і частин ВПС Південно-Західного фронту у складі 206-ї, 220-ї, 235-ї, 268-ї і 269-ї винищувальних, 226-ї і 228-ї штурмових, 270-ї, 271-ї і 272-ї бомбардувальних дивізій, а також транспортного авіазагону, Київська особлива авіагрупа ГВФ і 7 окремих авіаескадрилей.
Бойовий шлях армії розпочався в оборонних битвах військ Південно-Західного фронту на полтавському, купянському, валуйсько-россошанському напрямах.
12 липня армія включена до складу Сталінградського фронту, з 15 вересня Південно-Східного фронту, з 30 вересня Сталінградського фронту 2-го формування (з 1 січня 1943 Південний фронт 2-го формування, з 20 жовтня 4-й Український фронт).
У липні-листопаді 1942 армія брала участь в Сталінградській стратегічній оборонній операції, підтримувала сухопутні війська, вела наполегливі повітряні бої з перевершуючими силами ворожої авіації. У листопаді-грудні у взаємодії з 2, 16 і 17-ю повітряними арміями підтримувала дії військ фронтів в ході контрнаступі під Сталінградом, брала участь в повітряній блокаді оточеного угрупування противника, здійснювала авіаційну підтримку радянських військ при розгромі котельниковського угрупування.

У 1943 діяла на ростовському напрямі, при прориві оборони противника на р. Міус, звільненні Донбасу, Мелітополь і південній частині Лівобережної України, в ході ліквідації нікопольського угрупування військ противника.
На початку 1944 армія забезпечувала перегрупування і зосередження військ фронту у районах Сивашу і Перекопу.
Потім сприяла його військам в ході Кримської стратегічної операції, при форсуванні Сивашу і прориві перекопського оборонного рубежу, при наступі вглиб Кримського півострова, штурмі Сапун-гори, звільненні Севастополя, ліквідації військ противника, блокованих на мисі Херсонес, завдавала ударів по його кораблях на Чорному морі.
13 травня 1944 виведена до складу резерву Ставки ВГК.
У липні-серпні у складі 1-го Українського фронту (з 6 липня по 4 серпня) брала участь в Львовсько-Сандомірськой стратегічної наступальної операції.
Увійшовши до складу знов сформованого 4-го Українського фронту 2-го формування, підтримувала його війська до кінця війни: при подоланні Карпат і звільненні Закарпатської України, Чехословаччини і південних районів Польщі, в Моравсько-Остравській операції.
Бойовий шлях армія закінчила участю в Празькій стратегічній операції і звільненні столиці Чехословаччини.
За час німецько-радянської війни 8-ма повітряна армія зробила понад 220 тис. літако-вильотів, брала участь в шести повітряних операціях.
За успішне виконання завдань командування тисячі воїнів нагороджені орденами і медалями, 203 льотчикам присвоєне звання Героя Радянського Союзу, О. В. Алелюхін, В. С. Єфремов і В. Д. Лавриненков удостоєні цього звання двічі.

## Склад
- 206 винищувальна авіаційна дивізія (вад), пізніше переформована на 206 штурмову авіаційну дивізію (шад) (09.06.42 — до кінця війни);
- 220 вад (09.06.42 — 09.09.42);
- 235 вад (13.06.42 — до кінця війни);
- 268 вад (09.06.42 — до кінця війни);
- 269 вад (09.06.42 — 10.42);
- 287 вад (08.42 — ?);
- 288 вад (08.42 — ?);
- 221 бомбардувальна авіаційна дивізія (бад) (24.06.42 — 23.07.42);
- 270 бад, пізніше переформована на 6 гвардійську бомбардувальну авіаційну дивізію (гбад) (09.06.42 — 30.05.44)[1];
- 321 бад (01.08.44 — 05.45);
- 271 нічна бомбардувальна авіаційна дивізія (нбад) (09.06.42 — до кінця війни);
- 272 нбад (09.06.42 — до кінця війни);
- 228 шад (09.06.42 — до кінця війни);
- 226 шад, пізніше 1 гшад (24.06.42 — 05.44);
- 289 шад (08.42 — ?);
- 230 шад (04.44 — 11.05.44);
- 2 змішаний авіаційний корпус (зак)[2] (11.42 — 04.43);
- 10 зак (09.03.43 — 21.07.43);
- 7 шак (21.07.43 — ?);
- 5 шак (07.44 — ?);
- 10 вак (08.44 — ?);
- 8 орап (09.06.42 — до кінця війни);
- 10 онтап (12.06.42 — ?);
- 23 зап (07.42 — 11.42);
- 100 окрап (? — 05.45);
- 200 оапз (21.12.44 — 05.45);
- 282 зап (07.42 — ?);
- 655 зап (08.42 — ?);
- 932 зап (08.42 — ?);
- 31 окрае (14.06.42 — 30.03.43)
- 40 оаез (06.42 — ?)
- 214 оаез (22.06.41 — 21.12.44)

## Командування
- Командувачі:
  - генерал-майор авіації, з 17 березня 1943 генерал-лейтенант авіації, з 11 травня 1944 генерал-полковник авіації Хрюкін Т. Т. (13 червня 1942 — 2 липня 1944);
  - генерал-лейтенант авіації Жданов В. М. (3 липня 1944 — до кінця війни).
- Члени військової ради:
  - бригадний комісар, з 20 грудня 1942 генерал-майор авіації Вихорєв А. І. (9 червня 1942 — 3 березня 1944);
  - полковник, з 16 травня 1944 генерал-майор авіації Ритов А. Г. (3 березня 1944 — до кінця війни).
- Начальники штабів:
- генерал-майор авіації Я. С. Шкурін (7 червня 1942 — 17 серпня 1942);
- полковник Н. Г. Селезньов (18 серпня 1942 — 3 лютого 1943);
- полковник І. М. Бєлов (3 лютого 1943 — 6 червня 1944);
- генерал-майор авіації В. І. Ізотов (6 червня 1944 — до кінця війни).